# Curimata vittata
Curimata vittata är en fiskart som först beskrevs av Kner, 1858.  Curimata vittata ingår i släktet Curimata och familjen Curimatidae. IUCN kategoriserar arten globalt som livskraftig. Inga underarter finns listade i Catalogue of Life.